# حسن أباد (غرمسير أردستان)
حسن أباد (بالفارسية: حسین آباد) هي منطقة سكنية تقع في إيران في أصفهان. يقدر عدد سكانها بـ 245 نسمة .